# One Mom and Three Dads
One Mom and Three Dads (hangul: 아빠셋 엄마하나; español: Una mamá y tres papás) es un drama de televisión de Corea del Sur emitida por KBS 2TV desde el 4 de abril al 22 de mayo de 2008 con una longitud de 16 episodios. Está protagonizada por Kim Yoo Jin, Jo Hyun Jae, Jae Hee y Shin Sung Rok.

## Sinopsis
Tras tres años de matrimonio Jung Sung Min, el esposo de Song Na Young se entera de que es infértil, por lo cual deciden buscar ayuda, la que encuentran en amigos de Sung Min, pero el destino les juega una mala pasada y Sung Min muere en un accidente, tras eso nace la hija de ellos, pero no saben cuál es el padre de esta, este oscila entre Han Soo Hyun, Choi Kwang Hee o Hwang Kyung Tae.

## Reparto

### Personajes principales
- Eugene como Song Na Young.
- Jo Hyun Jae como Han Soo Hyun.
- Jae Hee como Choi Kwang Hee.
- Shin Sung Rok como Na Hwang Kyung Tae.
- Kim Bin Woo como Park Seo Yeon.
- Joo Sang-wook como Jung Chan Young.

### Personajes secundarios
- Yoon Sang-hyun como Jung Sung Min.
- Jang Young-nam como Noh Hee Sook.
- Ko Do Young como Jang Joo Mi.
- Jeon So Min como Nam Jong Hee.
- Lee Hee Do como Song Mong Chan.
- Park Chil Yong como Han Bong Soo.
- Jang Jung Hee como Lee Jin Nyeo.
- Yang Hee Kyung como Hwang Soon Ja.
- Kim Jin Tae como Park Dae Seok.
- Kim Ki Kyeon como Presidente Jung.
- Park Sa-rang

## Emisión Internacional

### Hong Kong
- Drama 1: 15 de marzo al 3 de mayo de 2009
- HD Jade: 8 de junio al 5 de agosto de 2010
- Drama Channel: 3 de junio al 2 de julio de 2013
- CABLE No.1 Channel: 6 de agosto al 4 de septiembre de 2013

### Taiwán
- ETTV 32: 5 de marzo al 30 de marzo de 2010
- ETTV: 28 de enero al 13 de febrero de 2013

### FilipinasFilipinas
- ABS-CBN: 9 de septiembre de 2008 a 14 de noviembre de 2008